# Claude de Rueil
Pour les articles homonymes, voir Rueil (homonymie).
 Claude de Rueil  (né à Paris vers 1581 et mort à Angers le 20 janvier 1649) fut abbé commendataire et successivement évêque de Bayonne puis évêque d'Angers.

## Biographie
Claude de Rueil est le fils et homonyme de Claude de Rueil (mort avant 1588), seigneur des Maretz ou Desmarets, avocat au Parlement de Paris et vers 1576, président de l'Hôtel des Monnaies de Paris et de Marie Boucherat, fille d'Edmond ou Aymon Boucherat (mort en 1564) avocat général au Parlement de Paris et de Marie Ruzé. Par sa mère, il est le petit-neveu de Guillaume Ruzé, évêque d'Angers et de Martin Ruzé de Beaulieu, seigneur de Chilly et de Longjumeau qui prennent en charge son éducation après la disparition prématurée de ses parents. Il fait donc ses études à l'université d'Angers et se destine à une carrière religieuse. 
Chanoine du chapitre de Chartres, aumônier des rois Henri IV et Louis XIII, grand archidiacre de Tours en 1600, il obtint le prieuré du Val-Saint-Éloi grâce à Martin Ruzé, seigneur du lieu et il est mentionné comme prieur en 1607 et 1608. Après avoir cédé ce prieuré, il devint commendataire de l'abbaye Notre-Dame d'Hyverneaux au diocèse de Paris en 1622. Il est nommé évêque de Bayonne le 15 novembre 1621 et est consacré le 2 janvier 1622 par le cardinal François de La Rochefoucauld l'évêque de Senlis. À ce titre il participe à l'assemblée du clergé de 1625 et à celles des notables de 1626. Nommé évêque d'Angers le 20 mars 1628 son épiscopat est actif. Il crée plusieurs maisons de religieuses et en réforme d'autres. Il réunit plusieurs synodes en 1631, 1634 et 1637 et publie un mandement en 1641. Il meurt à Angers le 20 janvier 1649 après un épiscopat de 21 ans. Il lègue sa fortune à son chapitre de chanoines qui lui fait élever un tombeau surmonté d'une statue réalisée par Philippe de Buyster dans la cathédrale Saint-Maurice d'Angers .

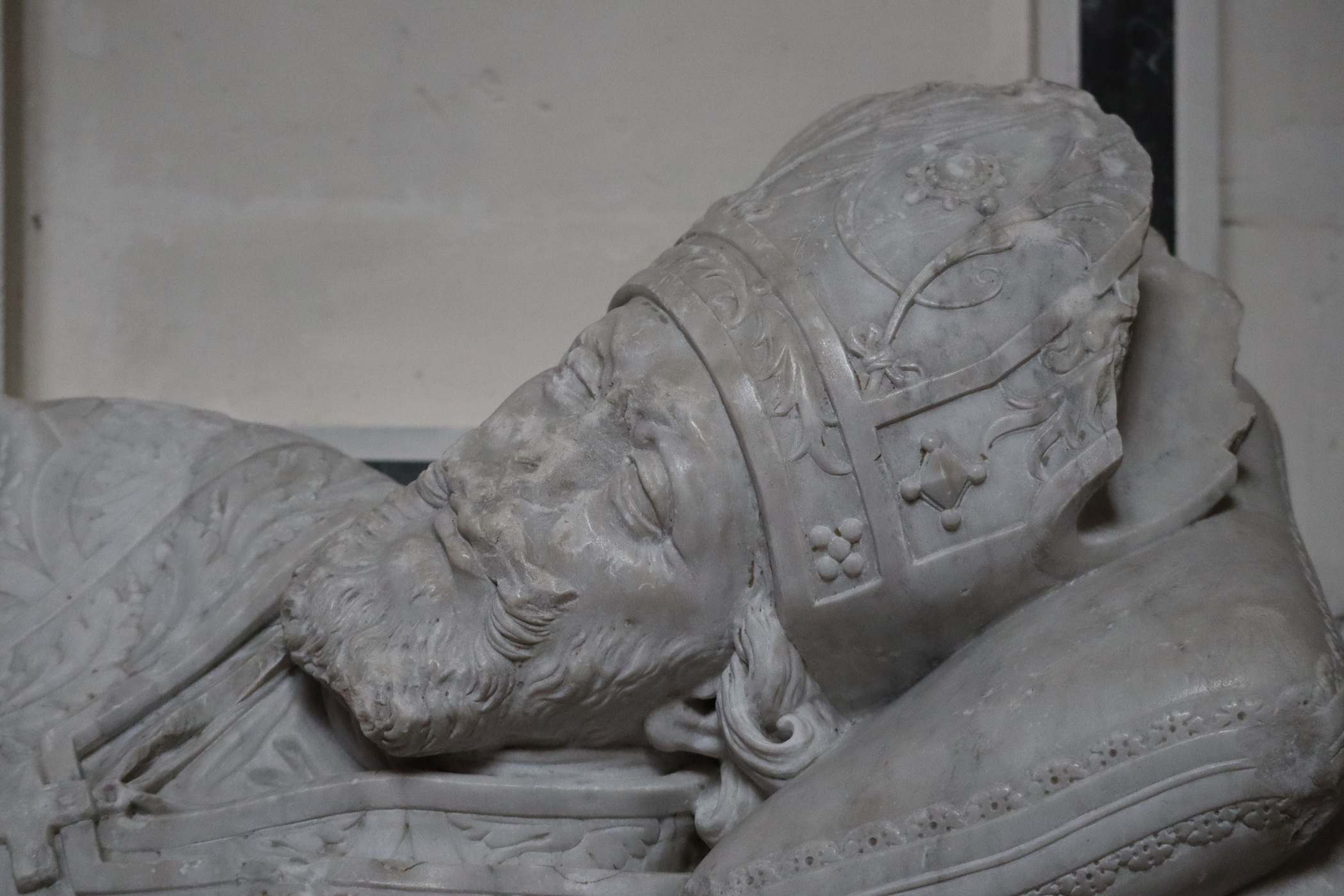
Gisant de Claude de Rueil.
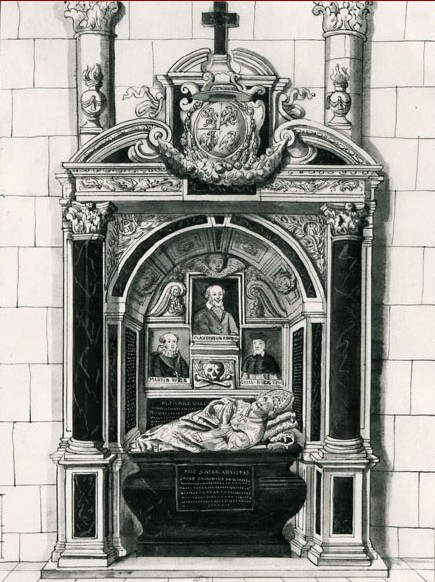
Tombeau de Claude de Rueil dans le transept septentrional de la cathédrale Saint-Maurice d'Angers.